# 柯皮那顿战役
柯皮那顿战役是于公元788年9月爆发于阿拔斯王朝与拜占庭帝国之间的一场战役。阿巴斯王朝的军队向拜占庭小亚细亚发起入侵，并在柯皮那顿与拜占庭军队对阵。最终阿巴斯王朝取得了战役的胜利。这次战争中拜占庭损失了一位名为第欧根尼的官员，被一些学者认为是文学中的英雄第杰尼斯·阿克里塔斯的原型。

## 背景
阿拉伯军队最后一次征服拜占庭首都君士坦丁堡的尝试失败后，哈里发大军几乎每年都要定期侵袭拜占庭小亚细亚。782年，阿巴斯王朝继承人，也就是后来的哈伦·拉希德发动的一次主要的入侵中，拜占庭帝国签订了屈辱的和约，被迫每年支付160,000金币以换取和平。785年，摄政的伊琳娜女皇决定停止支付年贡，重启战端。阿拉伯人袭击了亚美尼亚军区，拜占庭则于786年初攻陷并夷平奇里乞亚的哈达什要塞予以报复。此前五年间，阿拔斯王朝将这一要塞变成了跨境征讨拜占庭的主要据点和军事基地。

## 战争经过
786年哈伦·拉希德即位，此后两年间的袭扰都规模不大。其上台后的第一次大规模侵袭发生于788年，当时一支庞大的远征军越过奇里乞亚山口进入了安纳托利亚军区。尽管这次事件在阿拉伯的史料中未曾被提及，但是拜占庭编年史家提奥法诺斯的描述表明这是一次重要的袭击。因为拜占庭两个最有实力的军区——当地的安纳托利亚军区以及奥普西金军区的军队进行了迎战。
战役的地点被提奥法诺斯称作是“柯皮那顿”，但这个名称未被证实。自1932年的亨利·格雷瓜尔起，当代学者开始认定其为小镇波丹杜斯，这个城镇位于奇里乞亚山口以西的出山口处。根据提奥法诺斯的简要介绍，这次战争以拜占庭帝国的惨败告终，损失了许多士兵与官员，包括部分因支持圣像破坏运动而在786年被伊琳娜女皇放逐到行省的御林军成员。提奥法诺斯还专门提到损失了一位名为第欧根尼的得力官员，他是安纳托利亚军区的一位师长。

## 影响
拜占庭失败的直接影响似乎可以忽略不计；尽管损失惨重但还不至于无法承受，该地区受到的破坏似乎也并不很多。故从物质上来说，柯皮那顿的失败与“典型的”阿拉伯侵袭并没有什么区别。然而这也标志着自782年以来的相对和平之后，双方再次重新开始了大规模的边境战争，此后冲突不断，直到809年哈伦·拉希德去世以及随之而来的阿巴斯王朝内战之后才有所平息。
这次战役中影响最久远的可能就是第欧根尼的牺牲。因为他在提奥法诺斯作品中非同寻常的突出，亨利·格雷瓜尔认为他就是后来诗集中的英雄第杰尼斯·阿克里塔斯的原型。

### 脚注
1. ↑  Brooks 1923，第124頁.
2. ↑  Treadgold 1988，第67–70頁.
3. ↑  Brooks 1923，第125頁.
4. ↑  Treadgold 1988，第78–79頁.
5. 1 2  Makrypoulias 2008，Chapter 1 的存檔，存档日期2014-08-22..
6. 1 2 3  Treadgold 1988，第91頁.
7. 1 2 3  Lilie 1996，第156頁.
8. 1 2  Makrypoulias 2008，Chapter 2 的存檔，存档日期2014-08-22..
9. 1 2  Makrypoulias 2008，Chapter 3 的存檔，存档日期2014-08-22..
10. ↑  Lilie 1996，第167頁.
11. ↑  Brooks 1923，第125–127頁.
12. ↑  Treadgold 1988，第401 (Note #110)頁; cf. also Beck 1971，第63–97頁 for a discussion on the origins of the Digenes legend.

### 书籍
- Beck, Hans Georg. . Munich: Verlag C. H. Beck. 1971  [2019-11-07]. ISBN 3-406-01420-8. （原始内容存档于2014-01-02） （德语）.
- Brooks, E. W. . . Cambridge, United Kingdom: Cambridge University Press. 1923: 119–138.
- Lilie, Ralph-Johannes. . Frankfurt am Main: Peter Lang. 1996  [2019-11-07]. ISBN 3-631-30582-6. （原始内容存档于2014-06-26） （德语）.
- Makrypoulias, Christos. . Encyclopaedia of the Hellenic World, Asia Minor. Athens: Foundation of the Hellenic World. 2008  [2012-03-11]. （原始内容存档于2015-06-26）.
- Treadgold, Warren T. . Stanford, California: Stanford University Press. 1988  [2019-11-07]. ISBN 0-8047-1462-2. （原始内容存档于2020-08-06）.